# 氣蓋山河
《氣蓋山河》（義大利語：Il Gattopardo）是一部1963年的意大利劇情片，由盧切諾·維斯康堤執導，畢·蘭卡士打、阿倫·狄龍及歌迪雅·卡蒂娜莉等主演。電影改編自朱塞佩·托马西·迪·兰佩杜萨的同名小說，以19世紀中到20世紀初的西西里島為背景，描述島上一個貴族家庭最後的日子，籍此帶出復興運動怎樣改變了西西里島上的生活。

## 評價
電影廣受好評，並贏得當屆坎城影展的金棕櫚獎。

## 外部連結
- 羅傑·艾伯特的影評 （页面存档备份，存于）
- 《時代雜誌》1963年的影評 （页面存档备份，存于）
- 香港外語電影資料網上《氣蓋山河 （页面存档备份，存于）》的資料 （繁體中文）
- 開眼電影網上《氣蓋山河 （页面存档备份，存于）》的資料 （繁體中文）
- 互联网电影数据库（IMDb）上《氣蓋山河》的资料（英文）
- 豆瓣电影上《氣蓋山河》的資料 （简体中文）
- AllMovie上《氣蓋山河》的资料（英文）
- 爛番茄上《氣蓋山河》的資料（英文）